# Plymouth (automobile)
Pour les articles homonymes, voir Plymouth.

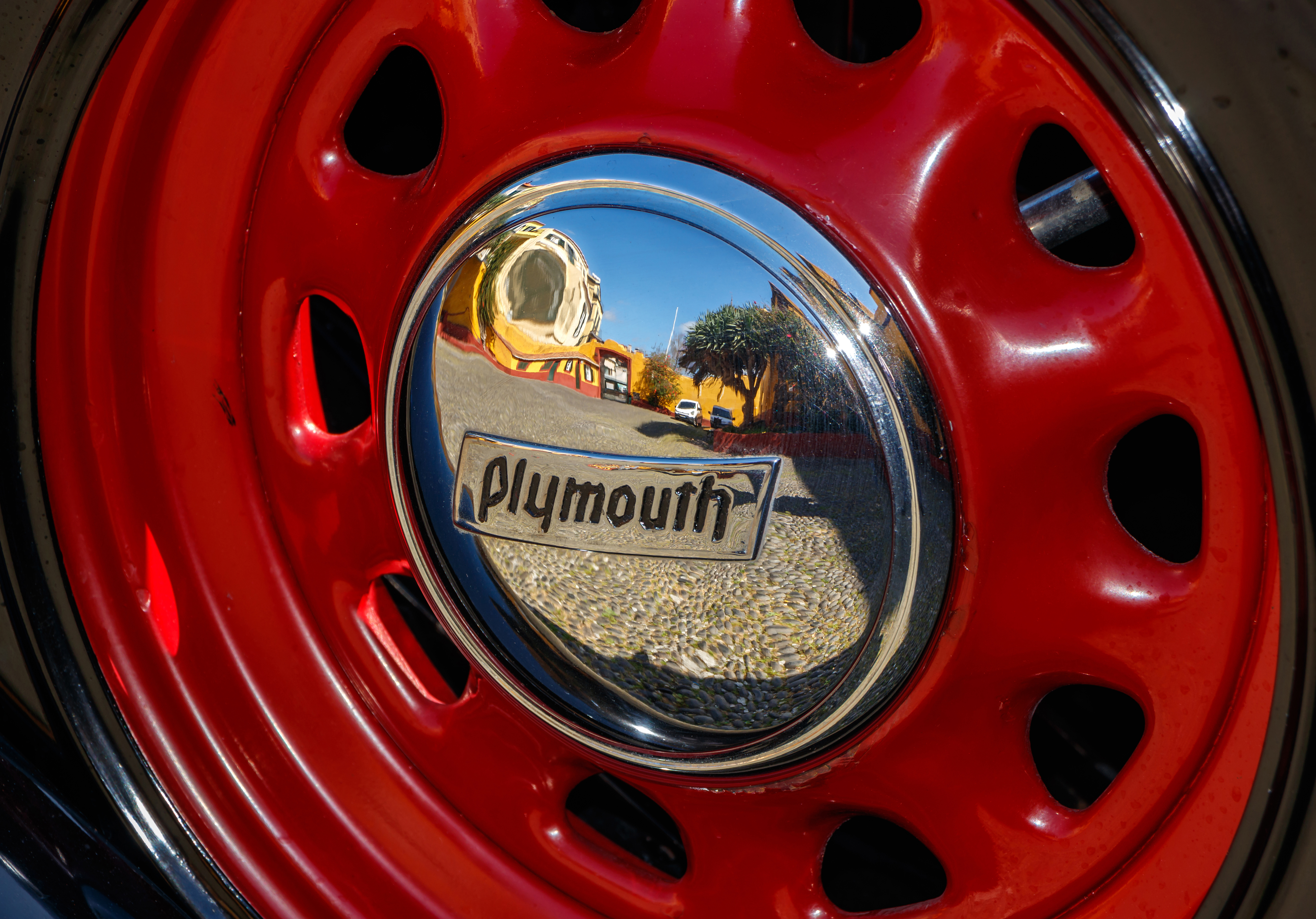
Enjoliveur d'une Plymouth PE 1934.

Plymouth était une marque d'automobiles fabriquées par le constructeur automobile Chrysler aux États-Unis, de 1928 à 2001.

## Histoire

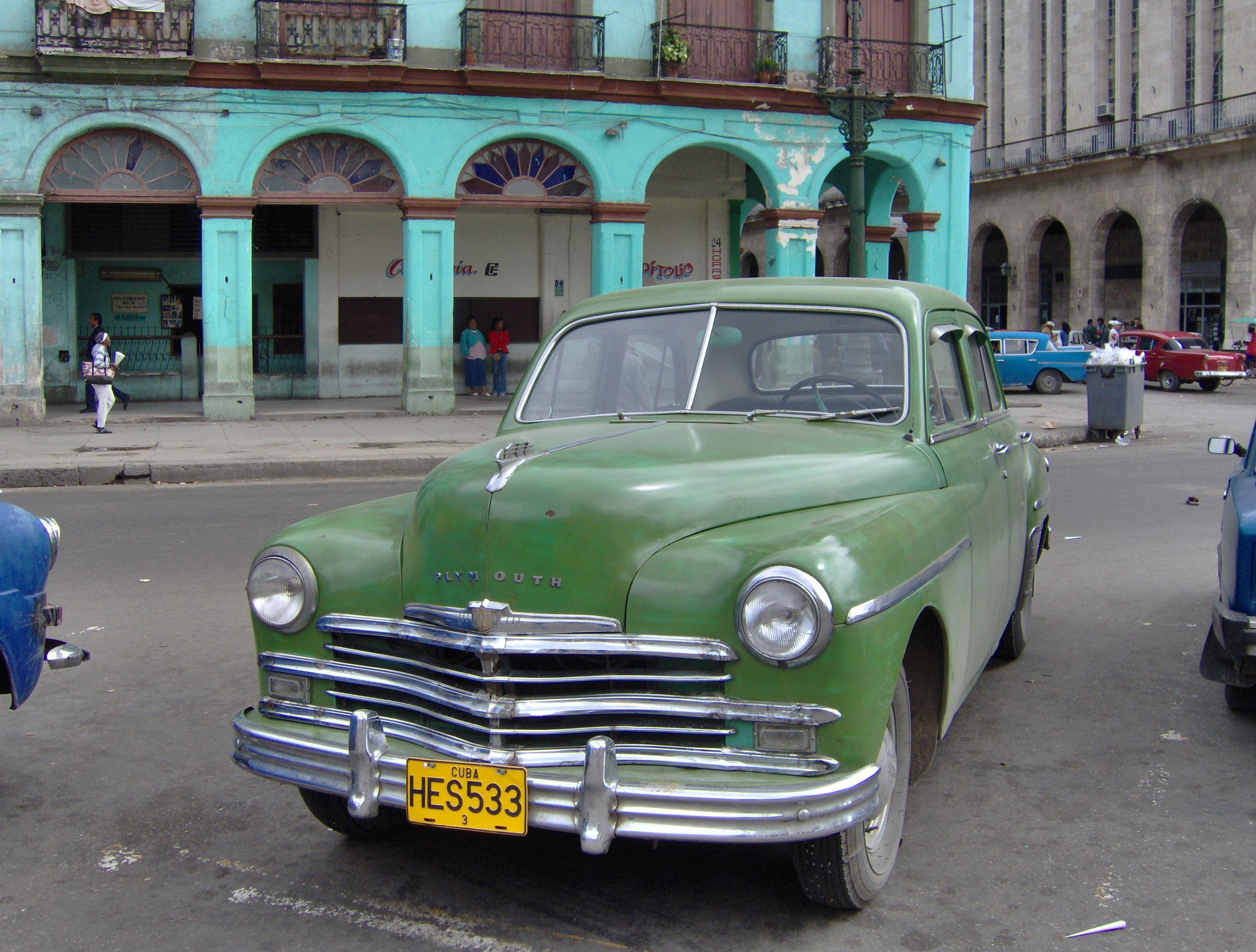
Une Plymouth des années 1950 à Cuba.

La firme Plymouth a été fondée en 1928 par Walter P. Chrysler pour élargir le groupe Chrysler à une nouvelle clientèle populaire, face aux Ford et Chevrolet. Plymouth connaît ses heures de gloire dans les années 1940, 1950 et 1960 où la marque est à la troisième place en termes de volume de production derrière Ford et Chevrolet. Puis elle perd de plus en plus d'adeptes dans les années 1970 et 1980, pour devenir presque marginale dans les années 1990. Fin 1999, le groupe Chrysler annonce la disparition prochaine de Plymouth.
Plymouth a écoulé près de neuf millions d'unités de sa série « standard » baptisée Plaza, Savoy, Belvedere puis Fury et Gran Fury. Cette série, assez proche des séries « standard » de Dodge et De Soto, inaugure la carrosserie ponton (sans ailes apparentes) chez Plymouth en 1948. Sa production est arrêtée en 1981, après de nombreux changements de carrosserie. Le groupe Chrysler ne parvient plus, en effet, à vendre de grosses voitures depuis la crise pétrolière de 1973/1974. La filiale Imperial, la branche de prestige du groupe, est ainsi passée de vie à trépas en 1975. Le groupe lui-même est au bord de la faillite et a dû vendre en catastrophe en 1978 ses filiales européennes, Chrysler-France (ex-Simca) et Chrysler-UK (ex-Rootes).
Plymouth est donc victime, à partir du milieu des années 1970, de la mauvaise santé du groupe Chrysler en général, mais les décisions prises au sein de la direction ont encore aggravé plus particulièrement les difficultés de la marque Plymouth. Car si Dodge peut jouer sur la carte jeune et sportive, et Chrysler sur celle du confort et du luxe, l'image de Plymouth reste floue. Le créneau de la voiture populaire n'est plus approprié car l'embourgeoisement de la clientèle américaine est une évolution constante depuis des années. Les marges sont par ailleurs plus faibles sur les voitures populaires que sur les modèles de moyenne et haute gamme. La nouvelle direction du groupe, qui a évité de peu la catastrophe, est davantage intéressée par les bénéfices plutôt que par les volumes de production. Dès lors, la survie de Plymouth s'avère délicate. La décision de fusionner les réseaux Plymouth et Chrysler dans les années 1980 va lui donner le coup de grâce.

## Modèles
Parmi les nombreux modèles proposés par Plymouth au cours de ses 72 ans de vie, sont particulièrement à retenir :
- La Valiant (3,4 millions d'unités) : La première compacte du groupe Chrysler lancée en 1959, pour concurrencer les Chevrolet Corvair et Ford Falcon sorties la même année. La Dodge Dart/Lancer en sera également dérivée dès 1960, pour concurrencer la Mercury Comet. La Valiant sera arrêtée en 1975, après plusieurs changements de carrosserie. Le modèle 1972 fait une apparition dans le film Duel de Steven Spielberg.
- La série Belvedere/Satellite (2,3 millions d'unités) s'insère, en 1964, entre la Valiant et la série « standard ». C'est la première « intermédiaire » du groupe Chrysler. Sa production est arrêtée en 1977, après plusieurs changements de carrosserie. Cette série partage sa carrosserie avec la Dodge Coronet.
- Le coupé Barracuda (300 000 unités), appelé « 'Cuda » par ses fans, lancé en 1964 et arrêté en 1974, est la réponse du groupe Chrysler à la Ford Mustang. Une réponse timide, car la Barracuda ne joue qu'un tout petit rôle, face à sa rivale. D'autant que la Chevrolet Camaro, lancée en 1966 n'arrange nullement ses affaires. À partir de 1970, la Barracuda partage sa carrosserie avec la Dodge Challenger. La même année, sort le coupé Duster (au succès éphémère) établi à partir de la Valiant. Elle a été popularisée par la série Nash Bridges où le personnage éponyme, interprété par Don Johnson utilise un modèle de 1971 (qui est en réalité un modèle de 1970).
- Le coupé Road Runner qui sera la base du Superbird, lui-même une copie de la Charger Daytona de Dodge
- La Volare (1,3 million d'unités), sortie en 1975 par Plymouth en remplacement de la Valiant. Au cours de ces années difficiles pour le groupe Chrysler (1975-1980), la Volare est la seule voiture du groupe avec l'Aspen de chez Dodge (qui en dérive) à vraiment se vendre. Sans la Volare, le troisième groupe américain aurait certainement sombré plus rapidement. Elle fait une apparition remarquée dans le film français Le Marginal sorti en 1983, avec Jean-Paul Belmondo et plus particulièrement durant une course-poursuite à travers Paris et sa banlieue proche avec une Ford Mustang, qui se veut comme un hommage à celle de Bullitt.

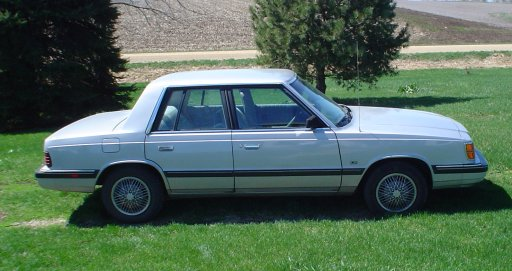
Reliant de 1987.

- La Reliant, sortie en 1980 par Plymouth pour remplacer la Volare. Ce modèle (proche de la Dodge Aries) est fabriqué à 1,3 million d'exemplaires jusqu'en 1988, date à laquelle il est remplacé par l'Acclaim (une ancienne appellation Triumph). La Reliant est le modèle le plus vendu du groupe Chrysler dans la première moitié des années 1980.
- L'Acclaim (proche de la Dodge Spirit) est produit à 500 000 exemplaires seulement, jusqu'en 1994. La Breeze (proche de la Dodge Stratus) prend sa suite en 1995 sans le moindre succès (300 000 unités) et s'éteint au moment de la suppression de la marque. La Breeze est apparue un an après le modèle équivalent chez Dodge, contre toute logique...

En 1977, Plymouth pénètre sur le marché des subcompactes avec l'Horizon, qui est la copie conforme de la Simca Horizon sortie au même moment (Simca faisant alors partie du groupe Chrysler). C'est la première traction avant de série du groupe Chrysler. La Plymouth Horizon (et sa sœur jumelle, la Dodge Omni) est fabriquée à 1,5 million d'unités jusqu'en 1986, date à laquelle elle est remplacée par la Sundance (700 000 d'unités), sœur jumelle de la Dodge Shadow. En 1993, la Sundance est remplacée par la Neon dont 600 000 unités sont fabriquées jusqu'à l'extinction de la marque. La sœur jumelle de la Plymouth Neon se nomme... Dodge Neon. Une nouvelle confirmation d'une disparition programmée de la marque Plymouth... Pourtant, le lancement en 1983 du monospace Voyager aurait pu renverser la tendance. Ce monospace est très bien accueilli (il s'agit d'ailleurs véritablement du premier monospace de série), et devient avec son frère jumeau le Dodge Caravan, la série la plus produite chez Chrysler. Mais bizarrement les ventes vont progresser d'année en année sur le Dodge et se raréfier d'autant sur le Plymouth. Et lorsque la décision est prise de supprimer Plymouth, les Voyager qui représentent la majeure partie des ventes de la firme, sont rebaptisés Chrysler Voyager, comme d'ailleurs tous ceux qui sont vendus en Europe depuis une dizaine d'années déjà...
En 1993, la marque présente un concept-car pour le moins délirant, le Prowler, basé sur l'esthétique des Hot-Rods. Quatre ans plus tard, le modèle sera commercialisé. Il s'en vendra 11 000 exemplaires aux États-Unis. L'Europe n'aura que très peu vu le Prowler en raison de problèmes d'homologation dans de nombreux pays. En 2001, Plymouth disparaît définitivement du paysage automobile mondial, le groupe DaimlerChrysler ne trouvant plus la marque rentable. Les derniers modèles produits par la marque sont le Voyager et le Grand Voyager, la Breeze, la Prowler et la Neon.

### Gamme Plymouth

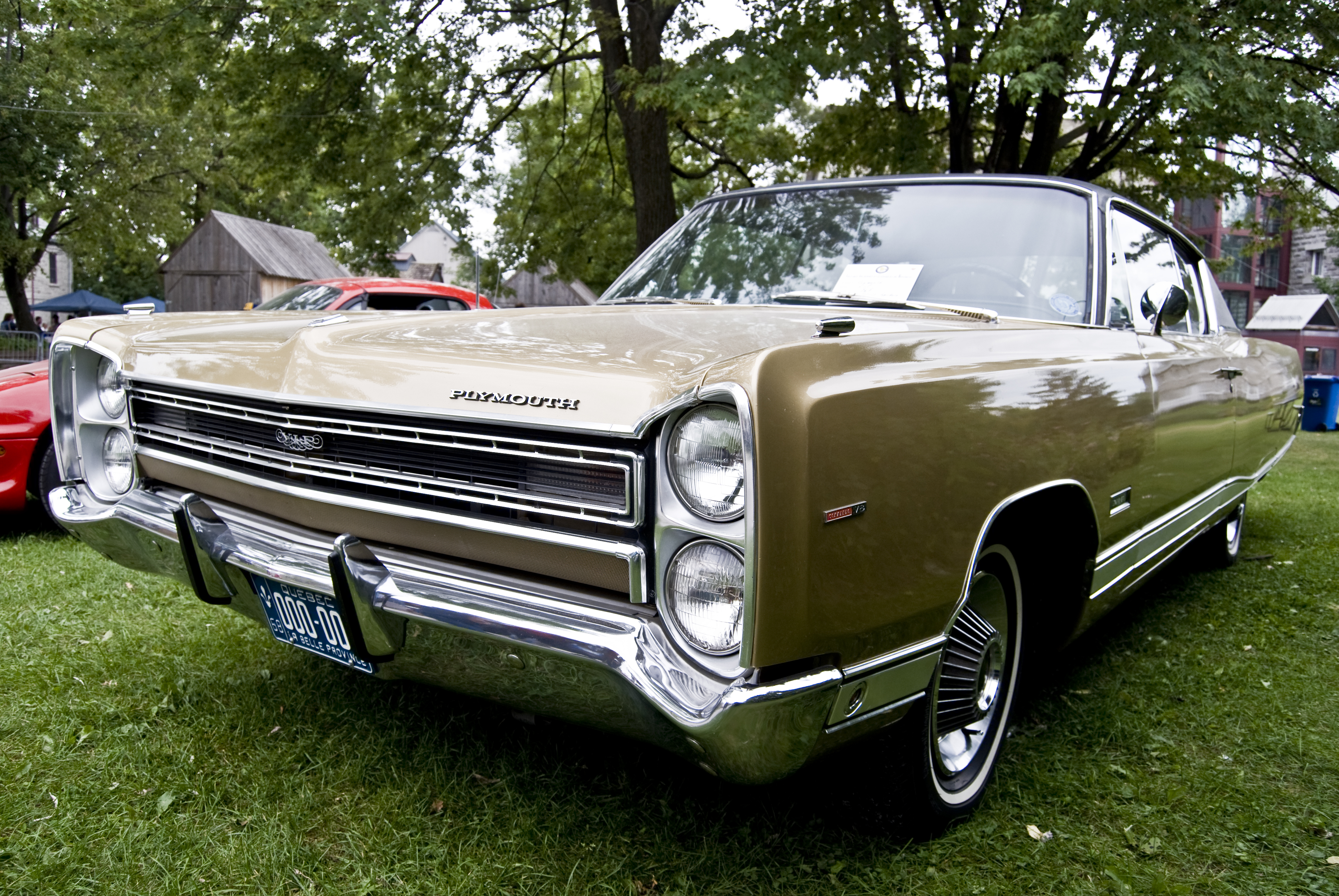
Plymouth Sport Fury III de 1967.

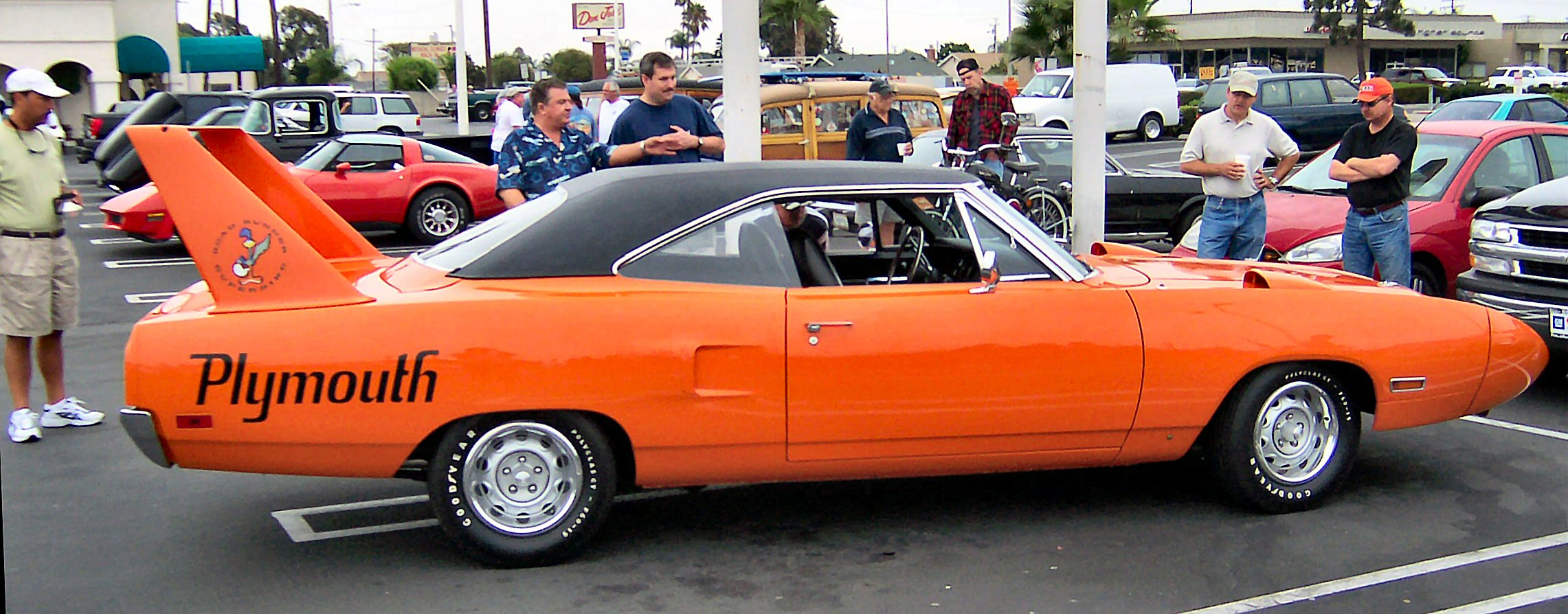
Une Superbird et son aileron démesuré.

#### Modèles
- Plymouth Acclaim (1989-1995)
- Plymouth Arrow (en) (1976-1980)
- Plymouth Arrow Truck (de) (1979-1982)
- Plymouth Barracuda (1964-1974)
- Plymouth Belvedere (1954-1970)
- Plymouth Breeze (1996-2000)
- Plymouth Caravelle (1985-1988)
- Plymouth Cambridge (en) (1951-1953)
- Plymouth Champ (1979-1982)
- Plymouth Colt (1983-1994)
- Plymouth Concord (1951-1953)
- Plymouth Conquest (1984-1986)
- Plymouth Cranbrook (en) (1951-1953)
- Plymouth Cricket (en) (1971-1975)
- Plymouth Duster (1970-1976,1985-1986)
- Plymouth Fury (1956-1978)
- Plymouth Gran Fury (1975-1977, 1980-1989)
- Plymouth Grand Voyager (1987-2000)
- Plymouth GTX (1967-1971)
- Plymouth Horizon (1978-1990)
- Plymouth Laser (en) (1990-1994)
- Plymouth Model U (1929)
- Plymouth Neon (1995-2001)
- Plymouth Plaza (1954-1958)
- Plymouth Prowler (1997-2001)
- Plymouth P1 (1936)
- Plymouth P2 (1936)
- Plymouth P3 (1937)
- Plymouth P4 (1936)
- Plymouth Reliant (1981-1989)
- Plymouth Road Runner (1968-1980)
- Plymouth Sapporo (en) (1978-1983)
- Plymouth Satellite (en) (1966-1974)
- Plymouth Savoy (1951-1965)
- Plymouth Scamp (en) (1971-1976, 1983)
- Plymouth Sundance (1987-1994)
- Plymouth Suburban (en)
- Plymouth Superbird (1970)
- Plymouth TC3 (1979-1982)
- Plymouth Trailduster (1974-1981)
- Plymouth Turismo (1983-1987)
- Plymouth Valiant (1960-1976)
- Plymouth VIP (1966-1969)
- Plymouth Volaré (1976-1980)
- Plymouth Voyager (1974-2000)

#### Générations
- Plymouth 1957-1959

### Concept car
- Plymouth Belmont (1954)
- Plymouth XNR (1960)
- Plymouth Pronto Spyder (en) (1999)

## Anecdotes
En 1957, l’état d’Oklahoma fêtait ses 50 ans. Pour fêter cela, la ville de Tulsa eut l’idée d’enterrer pendant 50 ans la voiture Américaine la plus moderne de l’époque (une Plymouth Belvédère) et divers objets (dont de l’essence, au cas où on aurait oublié ce que c’est.) La voiture était filmée avec du plastique, puis déposée dans un coffrage en béton. Tulsa se vantait qu’ainsi tout serait comme neuf lors de la sortie, en 2007…
C’était sans compter sur un vice de fabrication du coffrage en béton. La Belvédère a passé plusieurs années dans plusieurs centimètres d’eau, ce qui n’est jamais bon…
La voiture devait être remise à celui qui devinerait la population exacte de Tulsa en 2007. Le gagnant, Raymond Humbertson, est mort en 1979. Ses deux sœurs, Levada Carney et Catherine Johnson, héritèrent d’un tas de rouille.
Dwight Foster leur a proposé non pas de remplacer les pièces rouillées, mais de la remettre en état sans toucher à rien. Foster est propriétaire d’Ultra One Corporation, un fabricant d’antirouille et il compte sur l’opération pour se faire de la pub.
Pendant 2 ans et demi, il a patiemment enlevé la rouille en enduisant la carrosserie de son produit.
Aujourd’hui, l’essentiel de la rouille a disparu. Les roues tournent et la direction fonctionne (parce qu’il a remplacé les suspensions, la direction et le train arrière.)
Mais de la terre s’était infiltrée dans le bloc moteur et avec le temps, elle a durci. La coque est trouée et dans certains trous, on peut passer la main! La carrosserie décapée est très fine et Foster n’ose pas ouvrir les portes, de peur d’endommager irrémédiablement la structure.
Il ne compte pas remettre la voiture en état de marche. Au mieux, elle serait exhibée dans un musée. Tusla est intéressé, mais ils n’ont pas d’endroit où l’exposer. Foster espère que les musées se battront pour sa « capsule temporelle » et qu’il pourra faire monter les enchères.

## Plymouth dans la culture
Dans le roman de Christine de Stephen King publié en 1983, un lycéen achète une Plymouth Fury de 1958 de couleur rouge, qui s'avère être une voiture maléfique. Le réalisateur John Carpenter adapte le roman au cinéma dès 1983, les droits d'adaptation du livre ayant été achetés avant même sa sortie.
Dans la série télévisée des années 1990 Nash Bridges, le personnage principal conduit une Plymouth Barracuda cabriolet jaune de 1971.

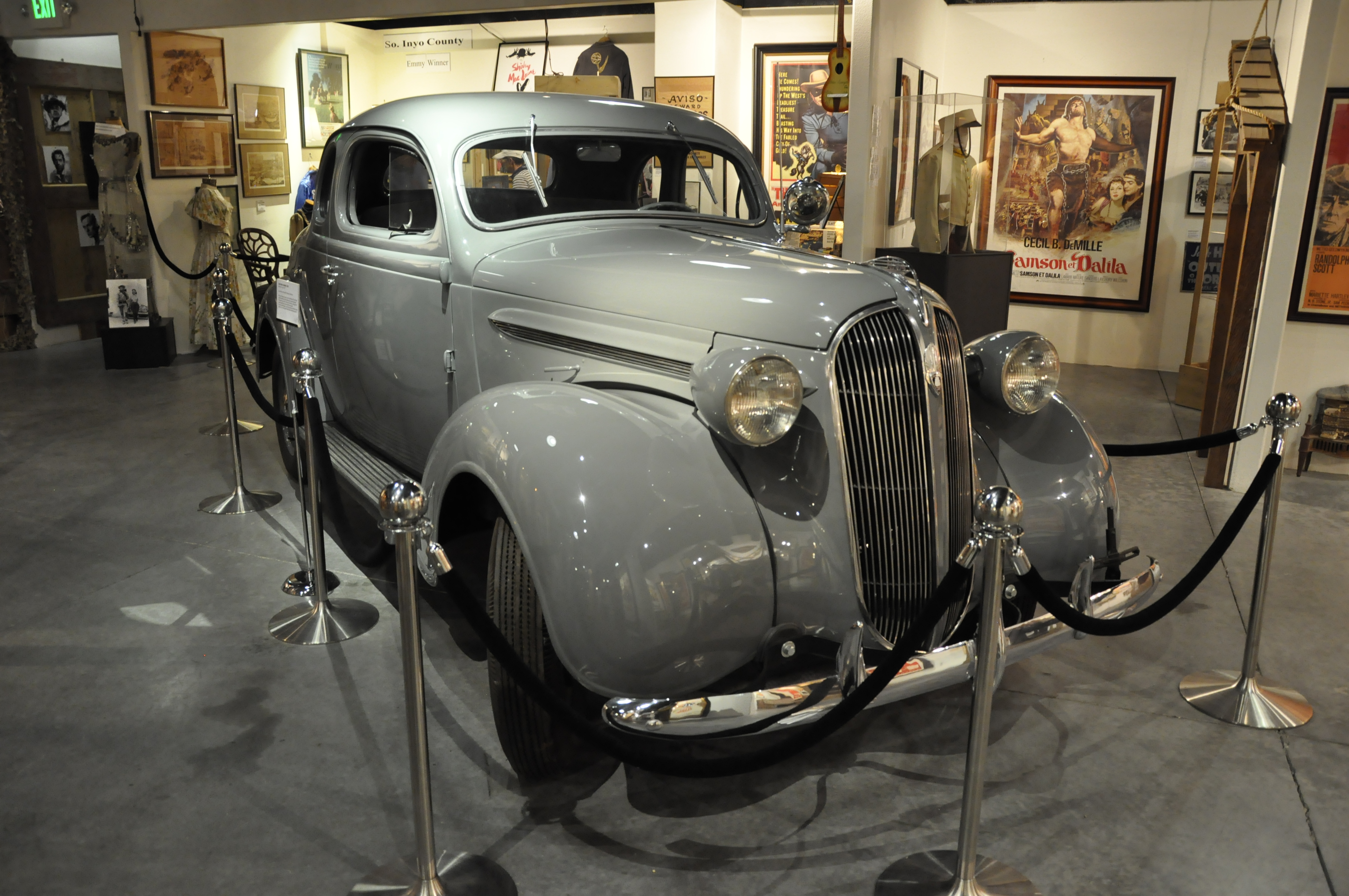
Plymouth coupé 1937 conduite par Humphrey Bogart dans le film High Sierra.
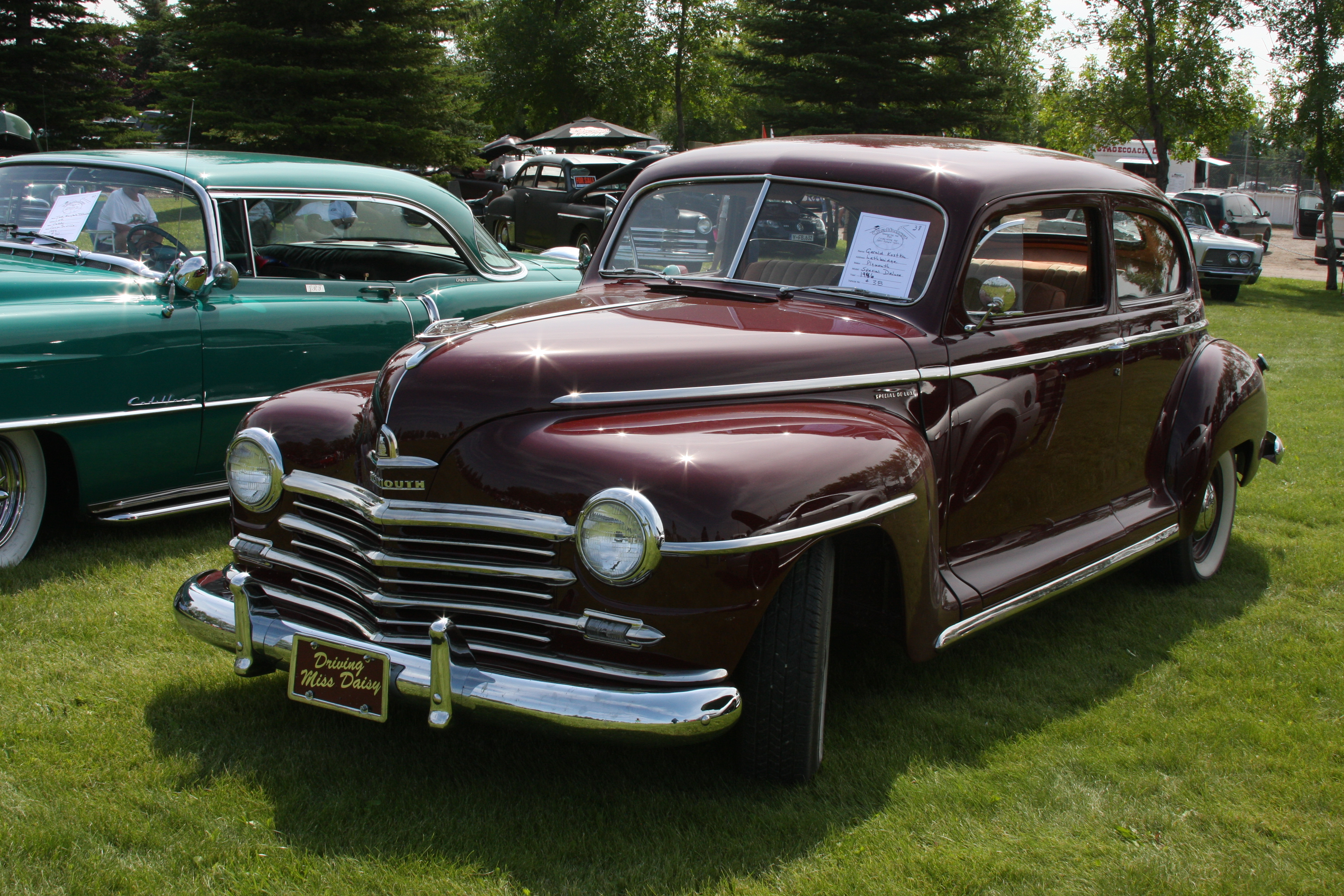
Plymouth Special Deluxe 1946
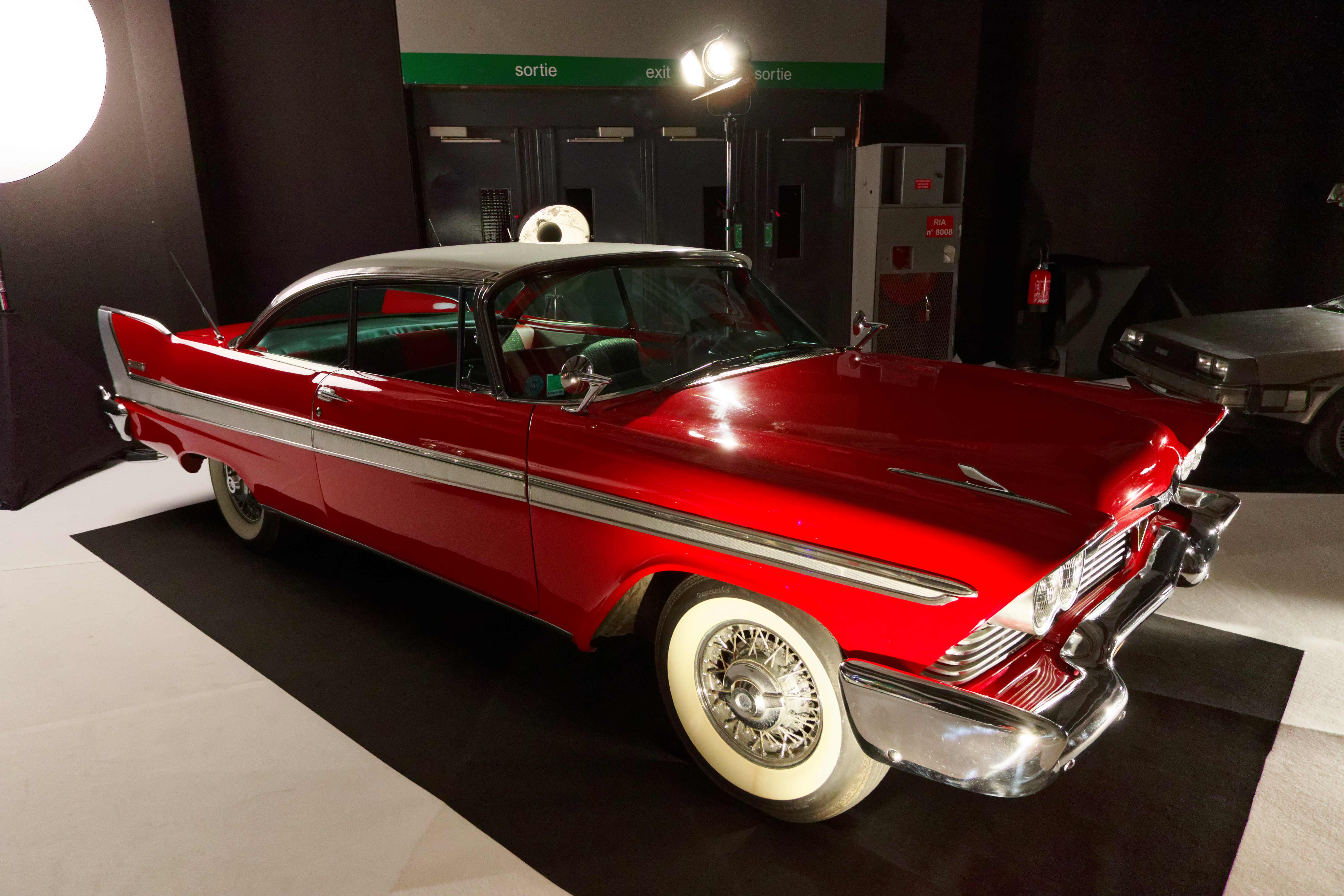
Une Plymouth Fury rouge de 1958
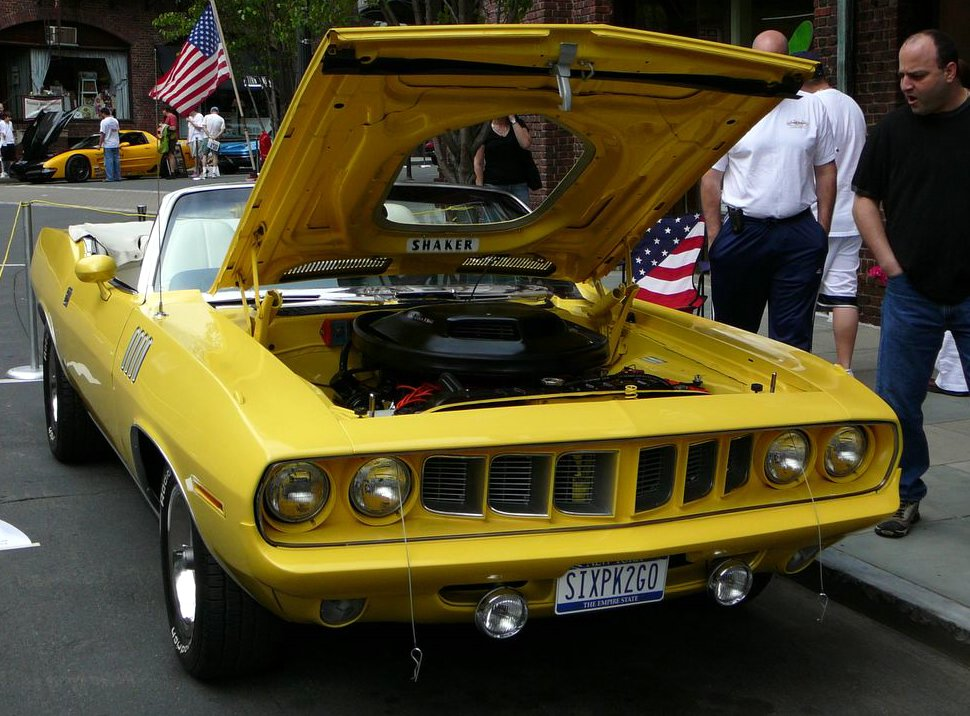
Une Plymouth Barracuda cabriolet jaune de 1971
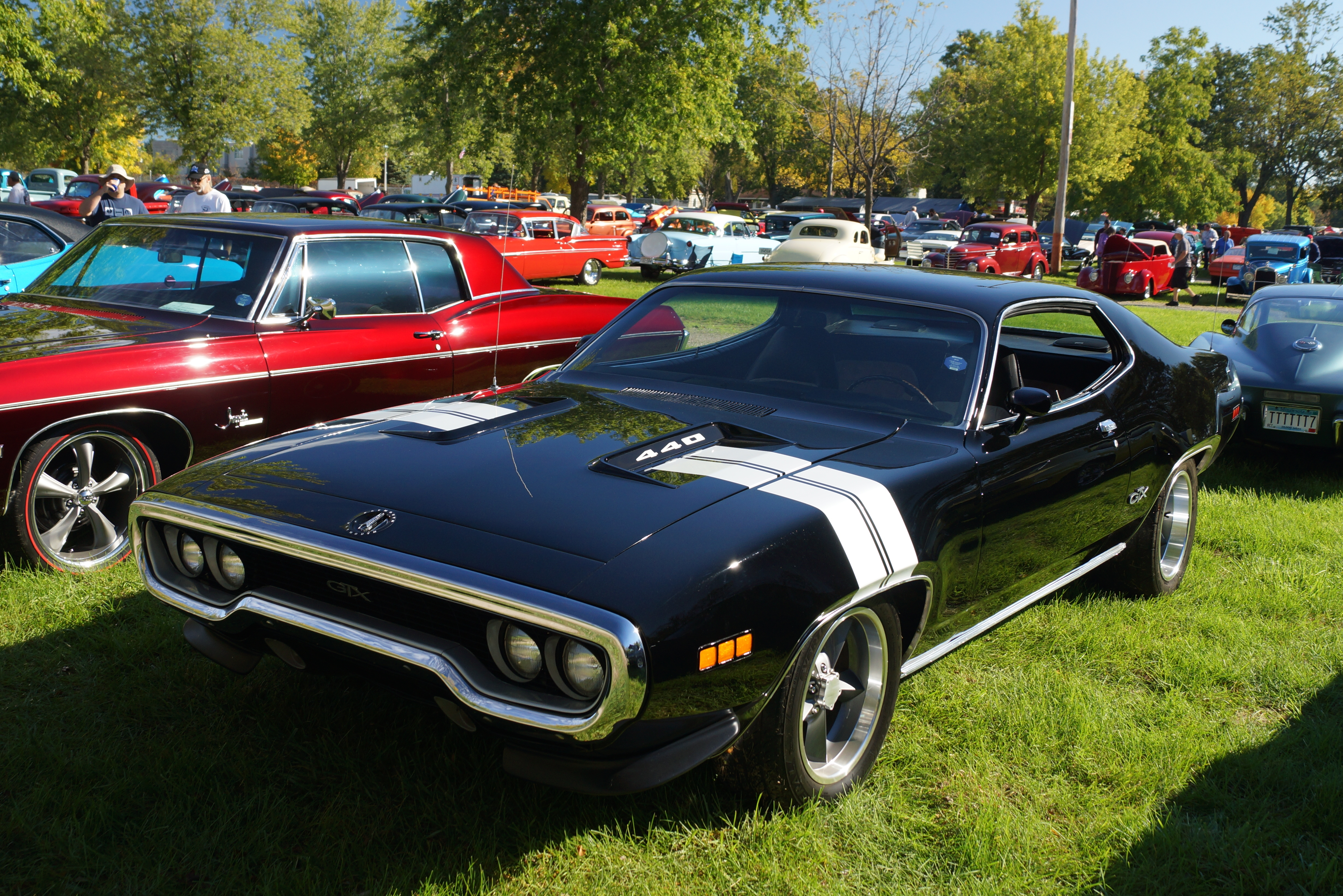
Plymouth GTX noire de 1971

La saga Fast and Furious qui met en scène de nombreux véhicules, contient plusieurs Plymouth :
- Dans Fast and Furious: Tokyo Drift, Dominic Toretto conduit une Plymouth Hammer de 1970.
- Dans le 4e film, Letty Ortiz conduit une Plymouth Road Runner de 1971.
- Dans le 7e film, Letty Ortiz et Dominic Toretto conduisent une Plymouth Barracuda noire de 1971.
- Dans le 8e film, Dominic Toretto conduit une Plymouth GTX noire de 1971.
- Dans le film de J-P Melville "le cercle rouge" (1970)avec Alain Delon au volant d'une Plymouth Fury III 1966

Dans le roman de John Kennedy Toole " La conjuration des imbéciles", Prix Pulitzer du roman, 1981, la mère d'Ignatius Reilly, héros du recit, conduit une Plymouth 1946, dans les rues de la Nouvelle Orléans.

## Production
- 1933 : 298 557
- 1934 : 321 171
- 1935 : 327 448
- 1936 : 520 334
- 1937 : 551 994
- 1938 : 279 338
- 1939 : 417 529
- 1940 : 423 155
- 1941 : 545 811
- 1942 : 152 427

- 1990 : 212 354
- 1991 : 143 963
- 2000 : 48 100